# 프루센

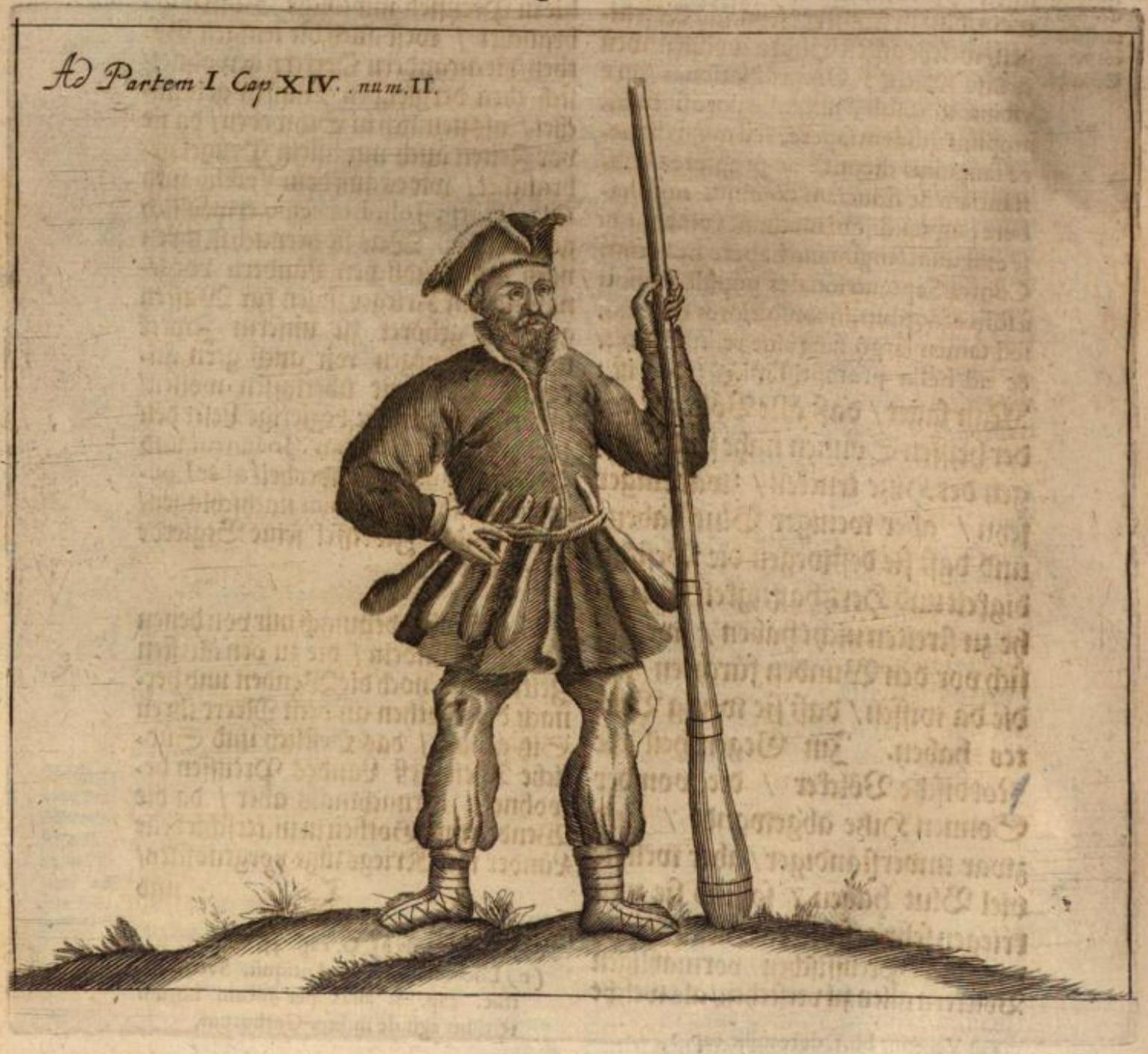

프루센(독일어: Prußen, 라틴어: Pruteni 프루테니[*], 라트비아어: Prūši, 리투아니아어: Prūsai, 폴란드어: Prusowie, 카슈브어: Prësowié)은 고중세 유럽의 민족으로, 오늘날의 프로이센 및 발트해 연안 지역에 살던 사람들이다. 나중에 등장한 독일계 프로이센과 구분하기 위해 고대 프로이센인이라고도 한다. 이들은 발트어 계통의 고대 프로이센어를 사용했다.
13세기 북방 십자군 때 튜튼 기사단이 프로이센 지역을 공격하여 프로이센인들을 라트비아 동부로 몰아냈다. 프로이센인들은 발트해 인종과 슬라브에 동화되었고 고대 프로이센어는 17세기 ~ 18세기경에 사멸하였다.